# Place Sainte-Anne (Rennes)
Pour les articles homonymes, voir Place Sainte-Anne.
La place Sainte-Anne est une voie de la commune française de Rennes.

## Situation et accès
Elle est située au nord du cœur historique dans le quartier Centre. Elle est bordée par l’église Saint-Aubin.
La place est desservie par la station de métro Sainte-Anne (ligne a et ligne b), elle accueille un manège et un marché aux livres. Proche de la rue Saint-Michel, avec ses nombreux bars, elle est souvent animée le soir.

## Origine du nom
On s'en doutait mais depuis les fouilles de l'Inrap de décembre 2013 - pour la future station de métro de la ligne B - au pied de la façade est de la basilique Notre-Dame-de-Bonne-Nouvelle (aussi nommée église Saint-Aubin) il a été confirmé que la place était bien urbanisée dès l'antiquité gallo-romaine (Ier et IIe siècle de notre ère), sur le site de Condate.
L'origine du nom de la place reste incertaine mais il est indiqué par Paul Banéat et Roger Blond que : « Cette place, appelée au XVIIe siècle Placis ou Cimetière Sainte-ANNE, s'étend en partie sur l'ancien cimetière de l'hôpital Sainte-ANNE... ». Ce qui permet finalement à Paul Banéat d'écrire - mais sans preuve - qu'il s'agit bien là de son origine : « Elles tirent leur nom de l'ancien hôpital qui les avoisinaient.».
Mais peut-être s'agit-il aussi d'une référence oubliée à Anne de Bretagne : cela paraîtrait a posteriori étonnant mais envisageable (après tout, Anne de Bretagne aurait célébré ses fiançailles avec Charles VIII de France à la chapelle des Jacobins toute proche le 17 novembre 1491 et cela a dû se voir par la population surtout après le siège de la ville qui fut victorieux pour le roi). On peut penser aussi au culte particulièrement fort des Bretons à Anne, la mère de la mère du Christ, même si ce culte n'apparaît vraiment qu'à partir du XVIIe siècle dans la région. En tout cas, la mention de l'édification de l'hôpital Sainte-Anne est attesté pour l'année 1380 et semble la plus certaine de toutes les hypothèses même si les autres évènements ont pu eux aussi s'y ajouter au fil du temps.
A noter : elle porta ensuite brièvement un autre nom en 1792 : « place des JEUNES MALOUINS en souvenir de l'empressement que mit la jeunesse de Saint-Malo à venir en aide à celle de RENNES en Janvier 1789... ».

## Historique
Durant l’antiquité, la place se trouvait non loin du centre de Condate Riedonum. Le croisement du decumanus et du cardo maximus se trouvait à l’emplacement actuel de la cour nord du couvent des Jacobins. Un temple dédié à Mercure se trouvait à ce croisement et un arc de triomphe se situait un peu au nord.
Au Moyen Âge, l’emplacement de la place était hors de la ville, au nord des remparts de Rennes non loin de la porte au Saint-Michel et de la porte aux Foulons. Il s’agissait cependant d'un lieu habité accueillant un faubourg. L’ancienne église Saint-Aubin occupait la partie ouest de l’actuelle place Sainte-Anne jusqu’en 1904.
Jusqu’en 2002, cette place était un grand parking, qui a été supprimé et remplacé par une place piétonne lors de la construction du métro.
Plusieurs fouilles − notamment lors du creusement du métro ou de l’aménagement des Jacobins − ont permis de révéler l’histoire de la place.

Vue panoramique de la place Sainte-Anne en mars 2022.

## Bâtiments remarquables et lieux de mémoire

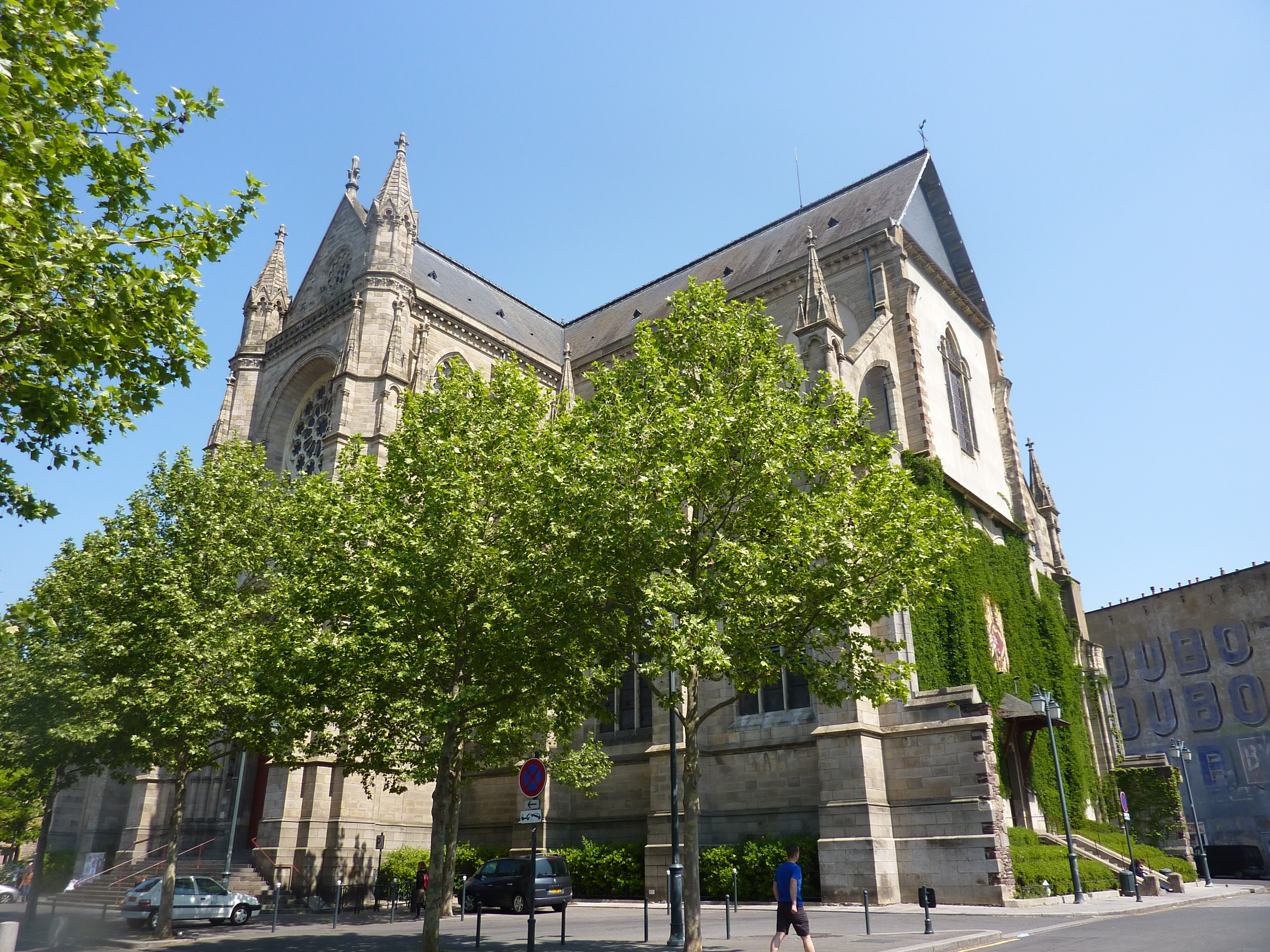
Basilique Notre-Dame-de-Bonne-Nouvelle de Rennes.

On trouve plusieurs monuments autour de la place Sainte-Anne.
La plupart de ses maisons sont à pans de bois et cinq d’entre elles sont inscrites monuments historiques :
- l’hôtel de Bretagne au no 9[9]
- maison au no 10[10]
- maison au no 17[11]
- maison au no 18[12]
- maison au no 19[13], hôtel particulier de Jean Leperdit où il est mort en 1823 (actuellement occupé par le Ty Anna Tavarn)

La nouvelle église Saint-Aubin, basilique Notre-Dame-de-Bonne-Nouvelle, édifiée au début du XXe siècle et inachevée,
Le couvent des Jacobins, actuel centre des congrès de Rennes.